# Castello Corvacchini
Das Castello Corvacchini ist eine Burgruine aus dem Mittelalter nordöstlich von Benevent in der italienischen Region Kampanien. Sie liegt in der Contrada Corvacchini.

## Geschichte
Beim Erdbeben im Jahre 1688 wurde die Burg halb zerstört, aber 1740 vom Architekten Luigi Vanvitelli restauriert. Vanvitelli wurde häufig von den adligen Eigentümern der Burg eingeladen.
Zahlreich waren die Gebetswege, die Pater Pius Anfang der 1890er-Jahre zur Burg und auf das benachbarte Land führten; auch heute noch kann man Schriftstücke und Karten des alten Gebetsweges namens Dei Casìni des Heiligen aus Pietrelcina finden.
2019 begann eine Gesellschaft namens „Castello Corvacchini“ mit Restaurierungsarbeiten an der Burg. Man förderte viele und bedeutende historische Fundstücke zutage: Alte, handgeschnitzte Türen, Steinmanufakte und Verzierungen an Wänden und Decken. Die Arbeiten an der Struktur der Burg wurden Anfang 2023 abgeschlossen; es bleiben noch die Arbeiten an den Innenräumen.

## Legenden
Um die Burg gibt es viele Legenden. Man erzählt sich, dass es unterirdische Gänge gäbe, die zu einem Versteck im Wald führen würden.

## Bildergalerie

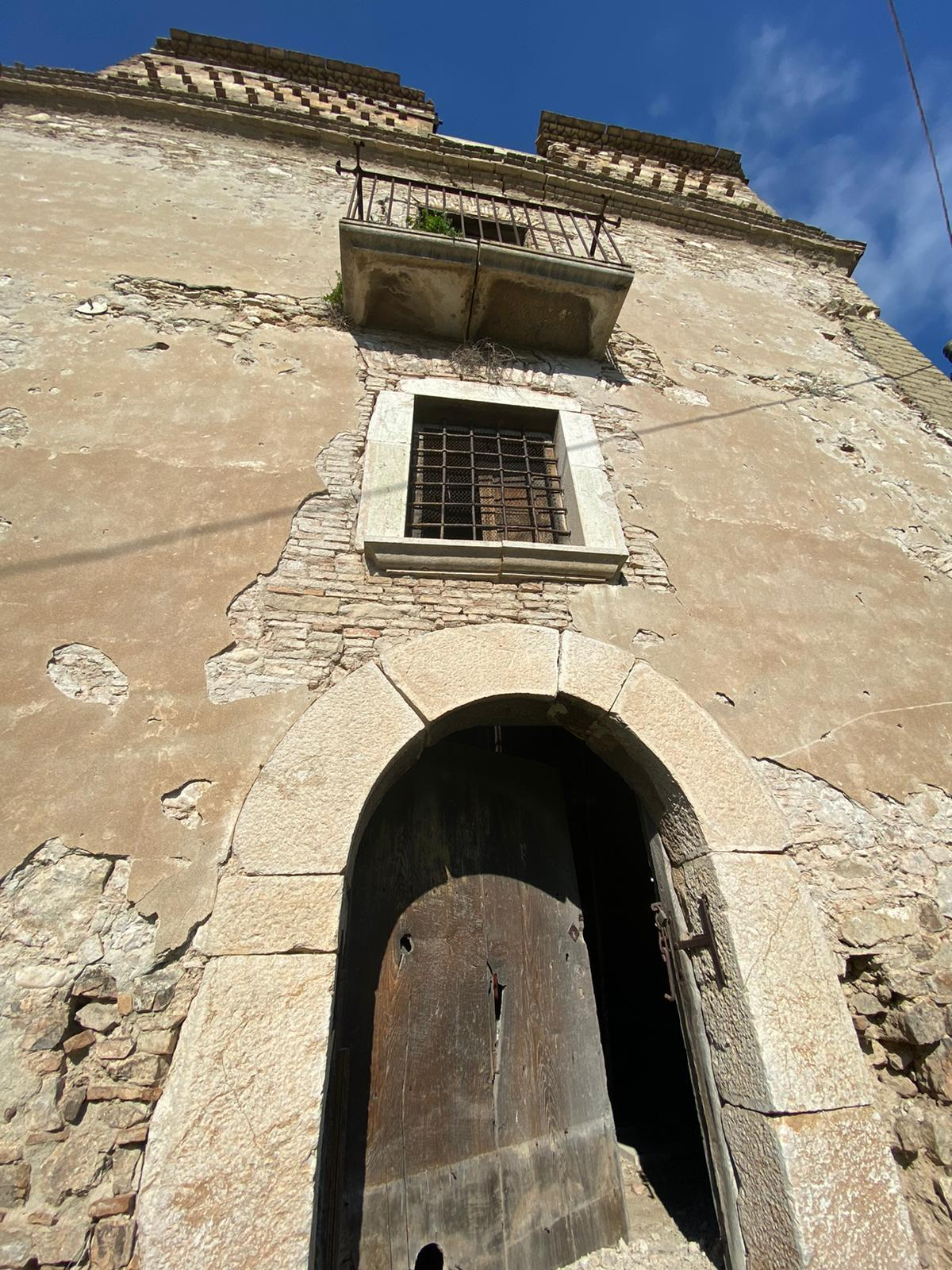
Fassade des Castello Corvacchini
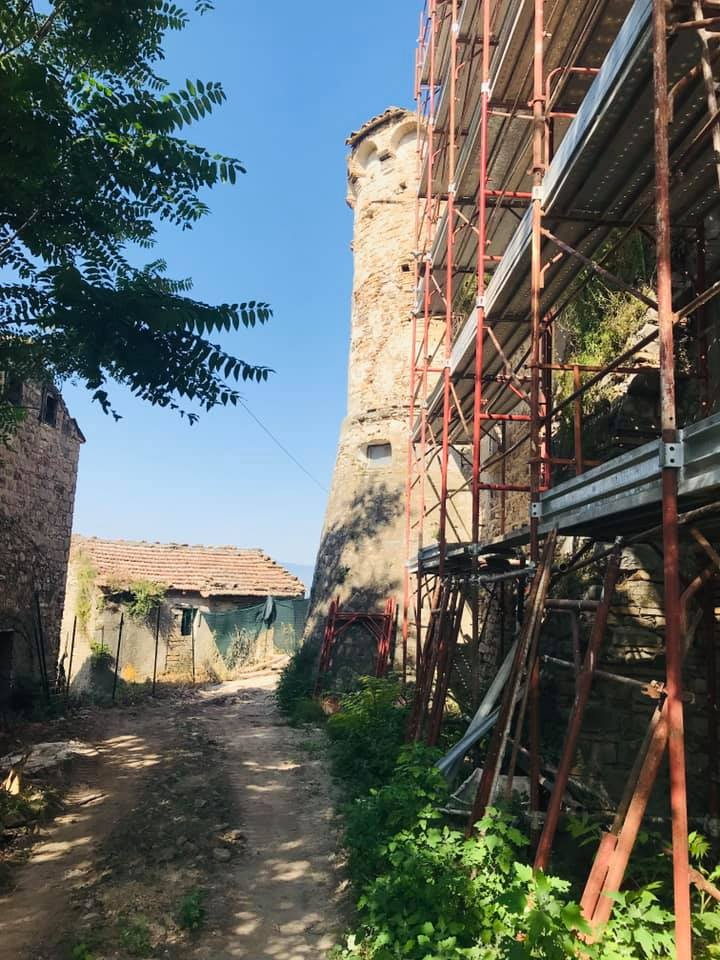
Sicherungs- und Restaurierungsarbeiten an der Burg